# Borys Oliwkow
Borys Michajłowicz Oliwkow (ur. 25 lipca 1892 w Kopninie w guberni riazańskiej, zm. 9 września 1954 w Moskwie) – radziecki chirurg weterynaryjny.
Ukończył w 1917 r. Kazański Instytut Weterynaryjny, od 1920 był kierownikiem katedry chirurgii Kazańskiego, a od 1935 r. - Moskiewskiego Instytutu Weterynarii. Tytuł profesora uzyskał w 1925 r. Był autorem nowych lub udoskonalonych metod operacji chirurgicznych zwierząt, ponadto wyjaśnił wiele problemów związanych z ranami, opracował zasady kwaśnej i zasadowej terapii ran i powikłań po zranieniu. Twórca radzieckiej szkoły chirurgów weterynaryjnych. 
W 1944 r. otrzymał tytuł zasłużonego działacza nauki Rosyjskiej Socjalistycznej Federacyjnej Republiki Radzieckiej, w 1951 - Nagrodę Państwową ZSRR. Był nagrodzony orderem Lenina.
Autor Ogólnej chirurgii zwierząt domowych (Общая хирургия домашних животных), wydanej w Moskwie w 1954 r.